# Wapen van Württemberg
Het gebied Württemberg, in de huidige Duitse deelstaat Baden-Württemberg kende in de loop der eeuwen verschillende staatvormen en heersers. Het wapen van Württemberg is door de tijd heen sterk veranderd. Het oorspronkelijke wapen komt nog als een klein schildje voor in het wapen van de huidige bondsstaat Baden-Württemberg.

## Wapen van het graafschap Württemberg

graafschap Württemberg

Een eerste wapen is bekend sinds 1228. Het bestond uit 3 zwarte hertengeweien, die toen nog verticaal geplaatst werden in een veld van goud. Uit 1315 is bekend dat de twee bovenste geweien toen 5-enters waren en de onderste een 4-enter.

## Wapen van het graafschap Württemberg (1444-1495)

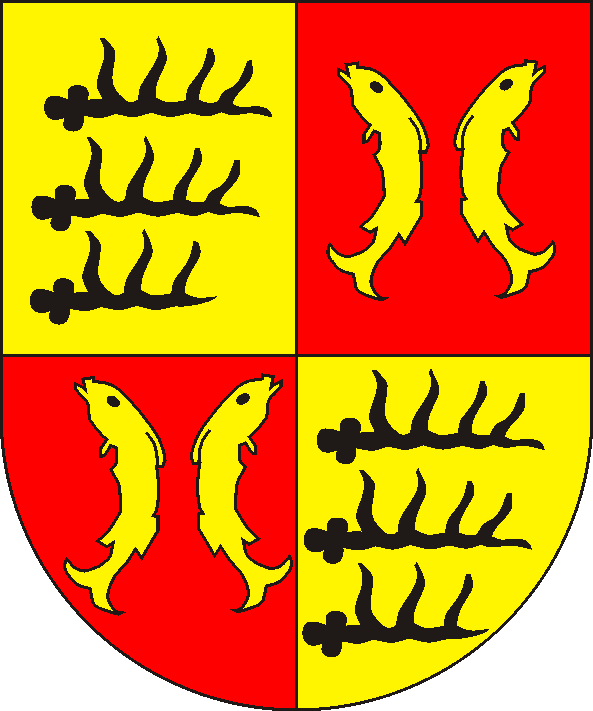
Württemberg 1444-1495
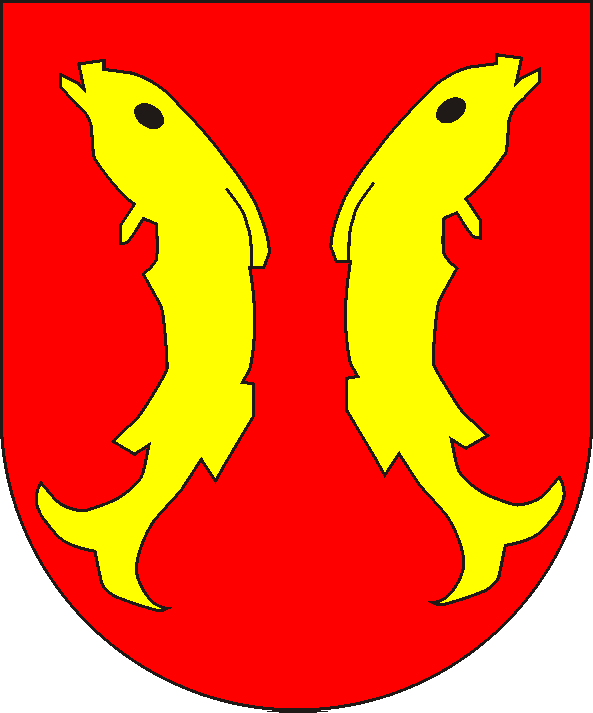
graafschap Mömpelgard

Het graafschap Montbéliard (Duits: Mömpelgard) is gelegen in het huidige Frankrijk. Na de verwerving van dit graafschap gingen de graven van Württemberg een combinatie van de wapens voeren. Twee gouden naar binnen gebogen vissen in rood.

## Wapen van het hertogdom Württemberg (1495-1707)

Württemberg 1495-1707
hertogdom Teck
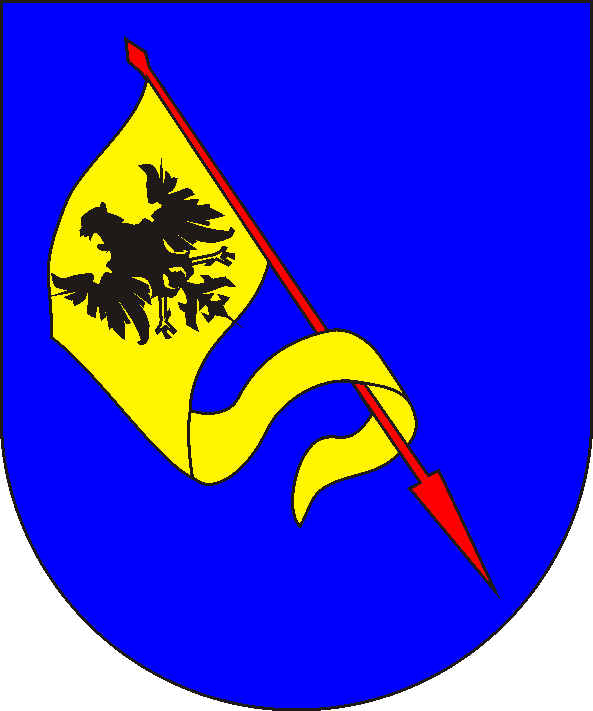
rijksvaandeldrager

Nadat het graafschap door de keizer in 1495 tot hertogdom was verheven, werd het wapen gewijzigd. Aan de hertogelijk titel werd zoals gebruikelijk hofambt verbonden, in dit geval dat van rijksvaandeldrager. Het wapenschild toonde in een blauw veld de vlag met de rijksadelaar. Verder werd ook het wapen van de hertogen van Teck opgenomen: zwart-goud geruit. In 1381 had de graaf van Württemberg de bezittingen van de hertog van Teck gekocht.

## Wapen van het hertogdom Württemberg (1707-1786)

Württemberg 1707-1786
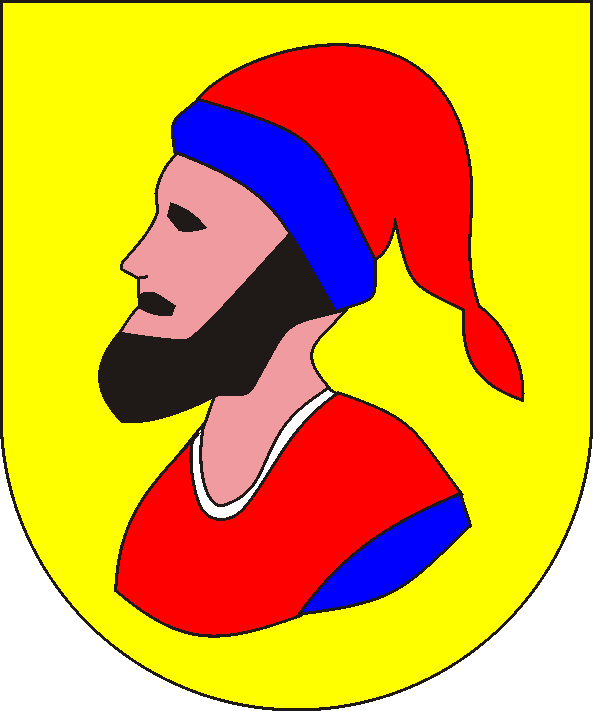
heerlijkheid Heidenheim

Een merkwaardige toevoeging vond in 1707 plaats met het wapen van Heidenheim. Deze stad was al in 1448 gekocht en was van 1450 tot 1503 verpand geweest aan Beieren. Het wapen moet een heiden verbeelden.

## Wapens van het hertogdom Württemberg (1786-1803)

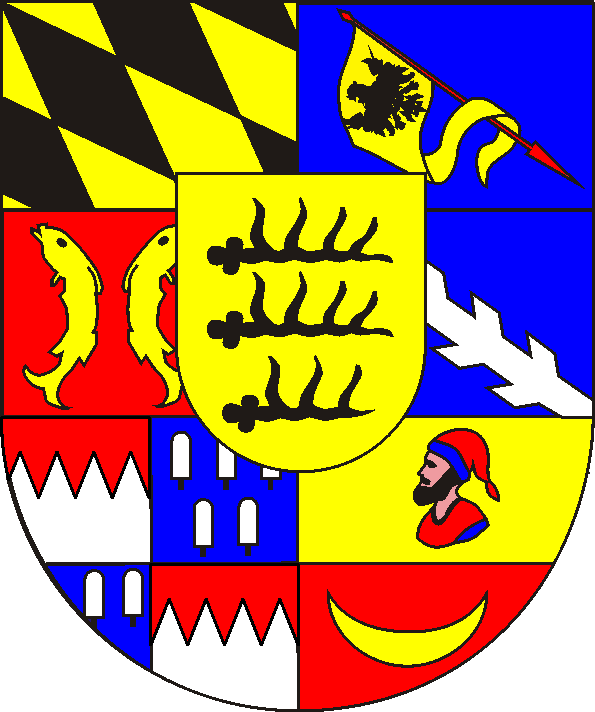
Württemberg 1786-1789
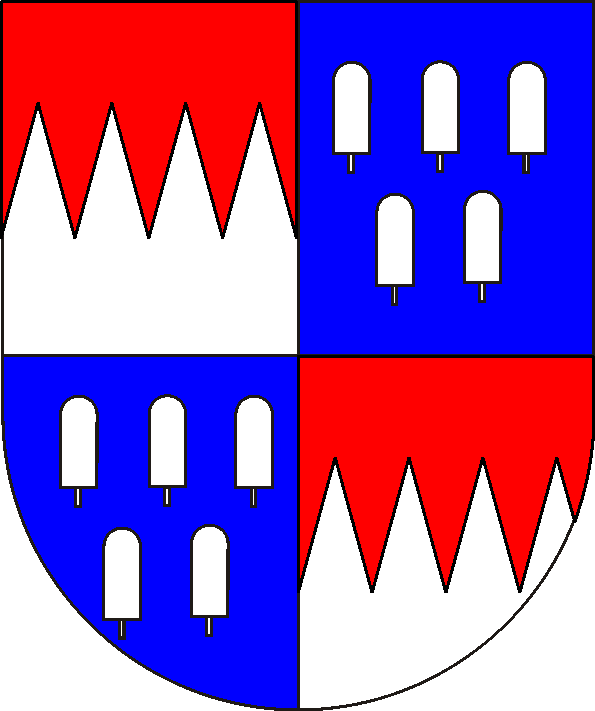
graafschap Limpurg
heerlijkheid Justingen
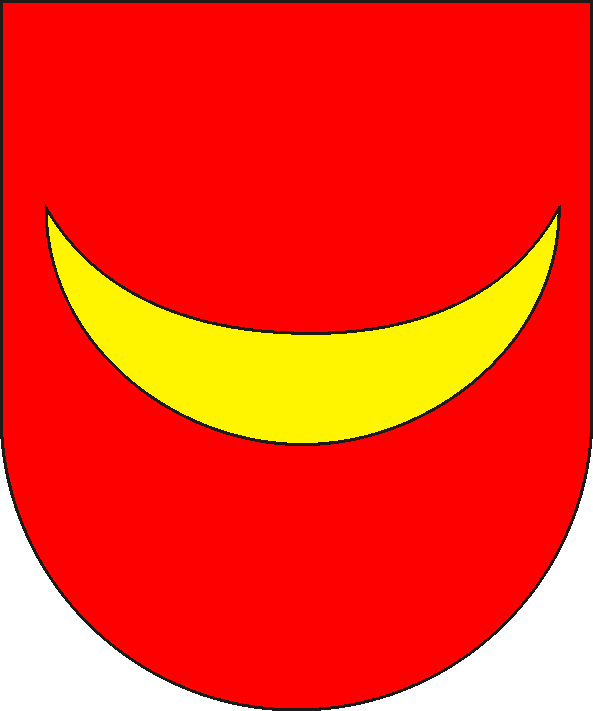
heerlijkheid Bönnigheim
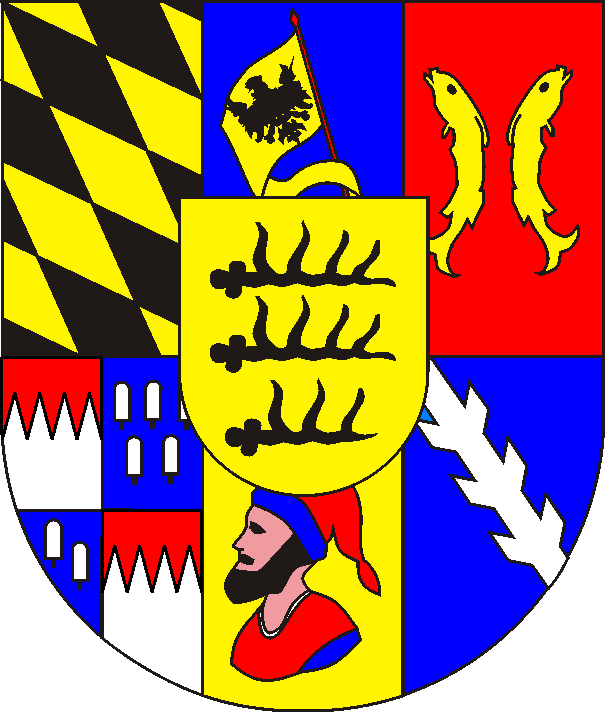
Württemberg 1789-1803

Na het uitsterven van de graven van Limpurg in 1713 werd het bezit onder vele erfdochters verdeeld. Württemberg wist stukje bij beetje alle delen te verwerven. Verder werden de wapens van de heerlijhkheden Justingen (gekocht in 1751) en Bönnigheim (gekocht in 1785) gevoerd.

## Wapen van het keurvorstendom Württemberg (1803-1806)

grote wapen Württemberg 1803-1806
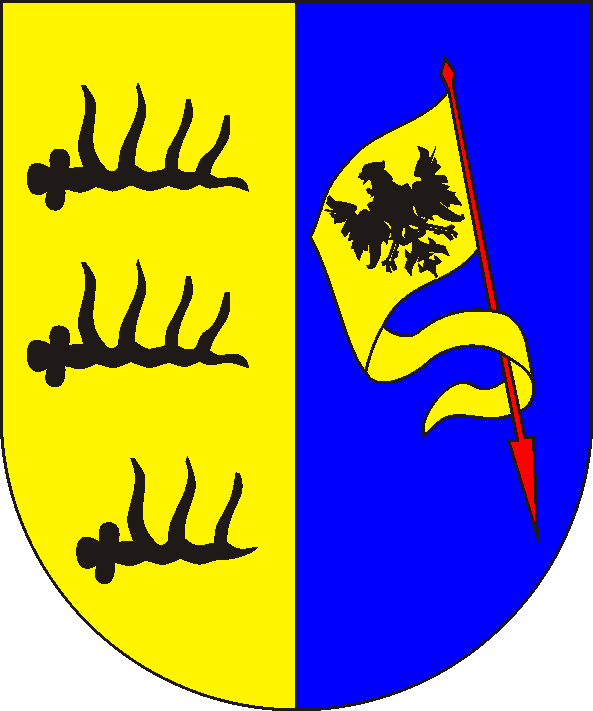
kleine wapen Württemberg 1803-1806
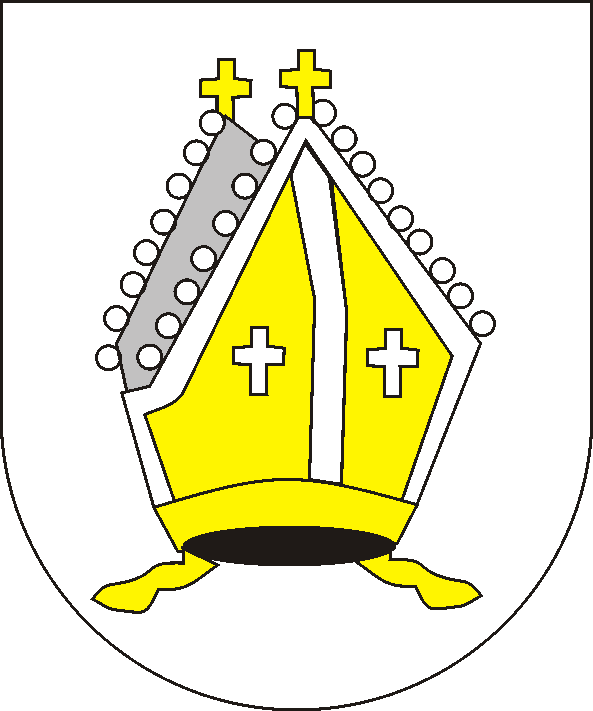
proosdij Ellwangen
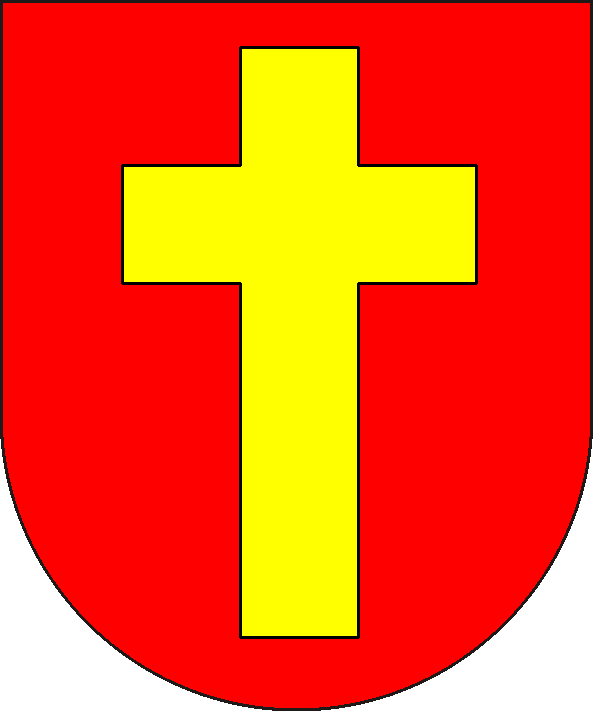
landvoogdij te Altdorf
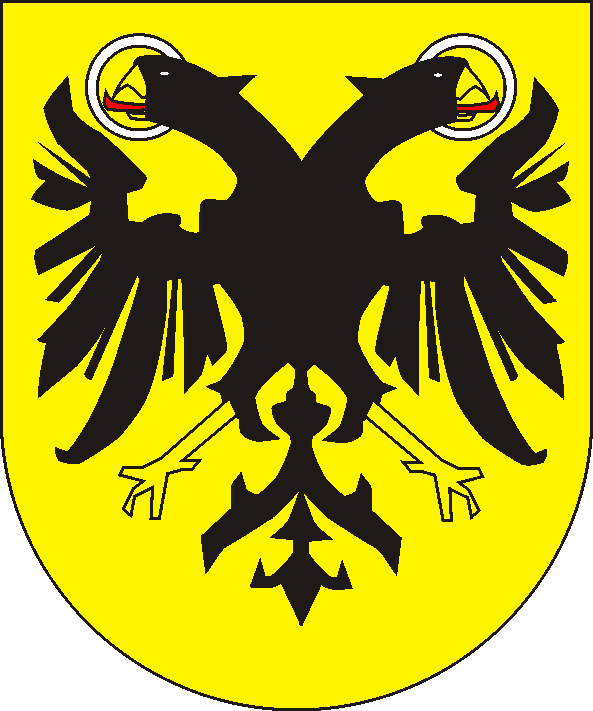
rijksstad Esslingen
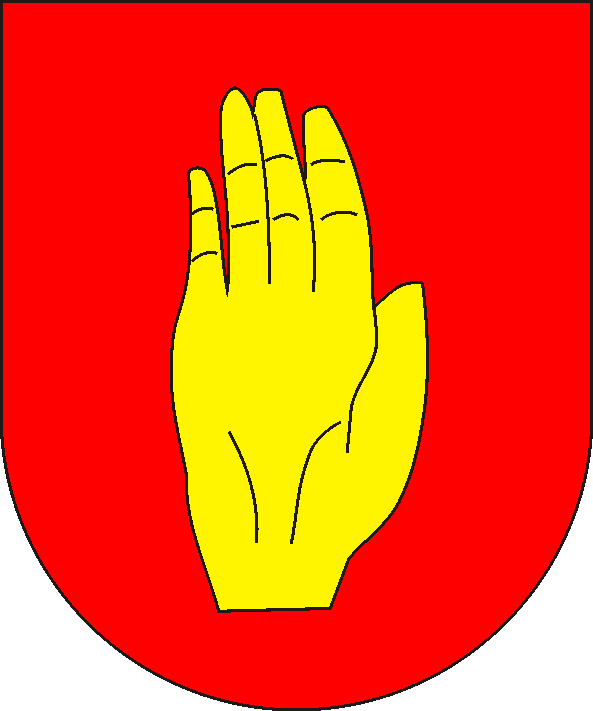
graafschap Mindelheim

Door de Reichsdeputationshauptschluss van 1803 kreeg de hertog van Württemberg de keurvorstelijkewaardigheid en werd het gebied uitgebreid met een aantal rijssteden en rijksabdijen, o.a. de proosdij Ellwangen. De mijter van de proost komt terug in het wapen. Merkwaardigerwijs werd het schild van Mömpelgard gehandhaafd, hoewel de hertog dit gebied had afgestaan aan Frankrijk. Het wapen is nog niet af, want er is een veldje blanco gelaten als reserve. Een belangrijke vernieuwing is het middenschild: een combinatie van het wapen van het hertogdom en het rijksvaandel. Het middenwapen werd ook afzonderlijk gevoerd als het kleine wapen.

## Wapen van het koninkrijk Württemberg (1806-1817)

Württemberg 1806-1817
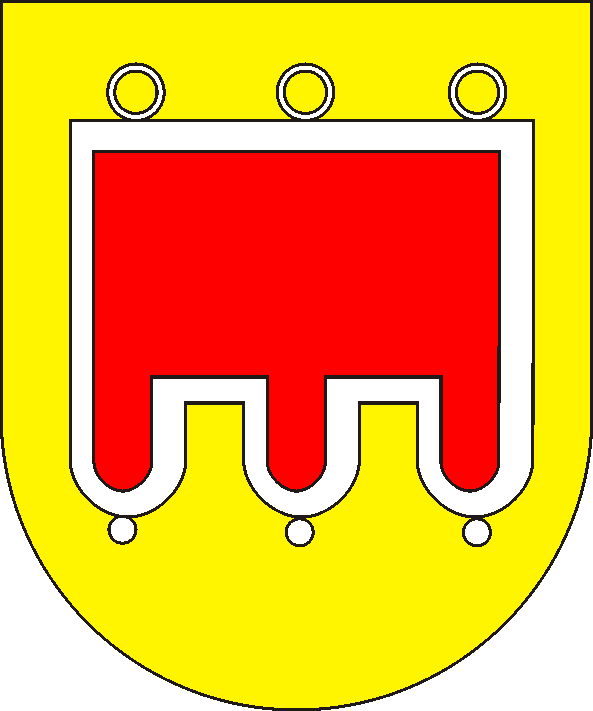
paltsgraafschap Tübingen
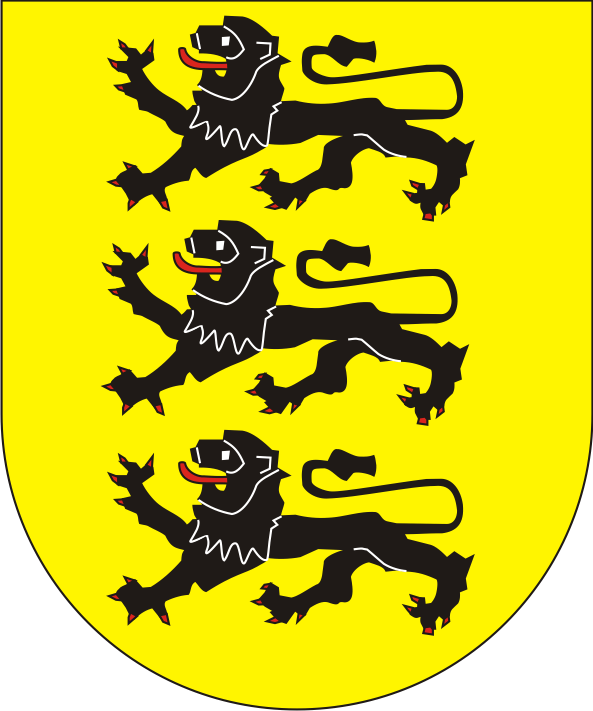
hertogdom Zwaben

In 1806 werd het Heilige Roomse Rijk opgeheven en Württemberg werd een soeverein koninkrijk. De wapenvelden werden herschikt en de belangrijkste wijziging was het nieuwe middenschild: een combinatie van het wapen van het hertogdom Würtemberg en het hertogdom Zwaben. Door zich als opvolgers van de middeleeuwse hertogen van Zwaben te beschouwen, maakte het land aanspraak op een leidende rol in Zuidwest-Duitsland. Nieuw is verder het wapen van het paltsgraafschap Tübingen op tweede veld.

## Wapen van het koninkrijk Württemberg (1817-1918)

Württemberg 1817-1918

Na de val van Napoleon in 1815 en de restauratie van het oude statensysteem vereenvoudigde het koninkrijk zijn wapen. In plaats van een zuiver vorstenwapen zocht men naar wapen dat de band tussen vorst en volk symboliseerde. Het wapen heeft dienstgedaan tot het eind van de monarchie.

## Wapen van de volksstaat Württemberg (1919-1933)

Württemberg 1919-1933

Na de val van de monarchie werd het koninklijk wapen vervangen. Het wapen werd beperkt tot het wapen van het oude graafschap, gecombineerd met de kleuren van de vlag.

## Wapens van de deelstaten (1945-1952)

Württemberg-Baden
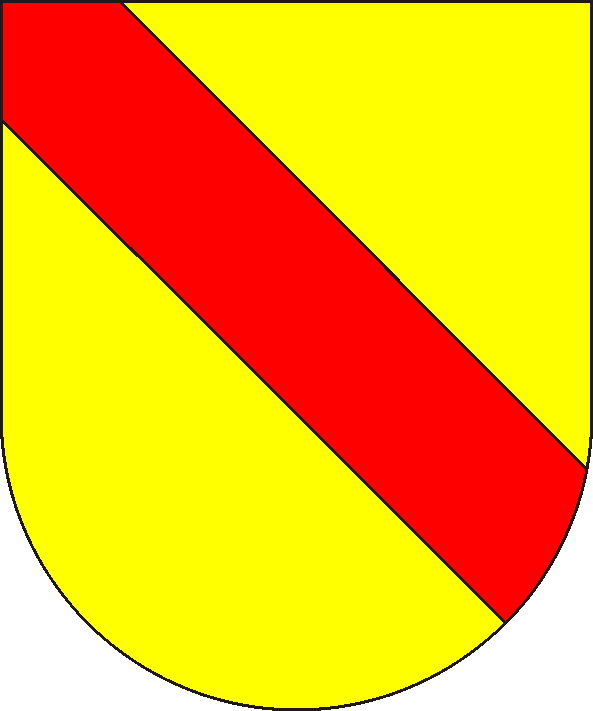
land Baden tot 1945
Württemberg-Hohenzollern

Baden-Württemberg

Na de Duitse nederlaag van 1945 werd Zuid-West-Duitsland verdeeld over twee bezettingszones: de Franse en de Amerikaanse. Hierdoor ging de eenheid van Württemberg verloren. Een deel werd gecombineerd met het Pruisische land Hohenzollern onder de naam Württemberg-Hohenzoller. Dit land voerde het oude wapen van de vrijstaat Württemberg. Een ander deel werd gecombineerd met een deel van de staat Baden onder de naam Württemberg-Baden. Het wapen werd een combinatie van de wapens van Württemberg en Baden. In 1952 gingen beide staten op in de nieuwe staat Baden-Württemberg. Deze staat ging het wapen van het oude hertogdom Zwaben voeren.